# Lubarska
Lubarska – wieś w Chorwacji, w żupanii primorsko-gorskiej, w gminie Jelenje. W 2011 roku liczyła 114 mieszkańców.